# گکوی ایرانی
گکوی ایرانی (نام علمی: Asaccus iranicus) نام یک گونه از سرده گکوی انگشت‌برگی است.